# Vertumnus

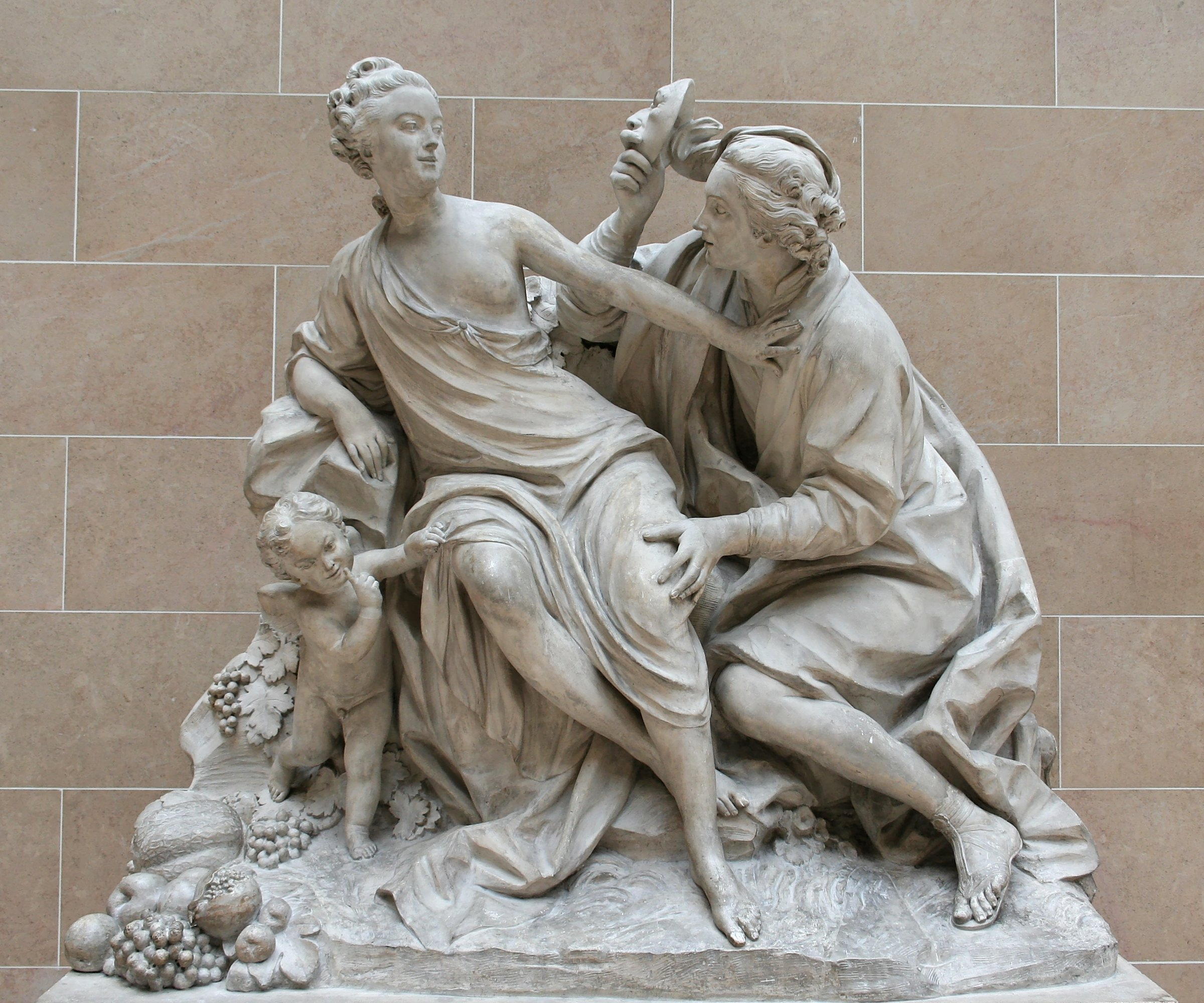
Standbeeld van "Pomona en Vertumnus", door Jean-Baptiste Lemoyne de Jongere (1760, Louvre).

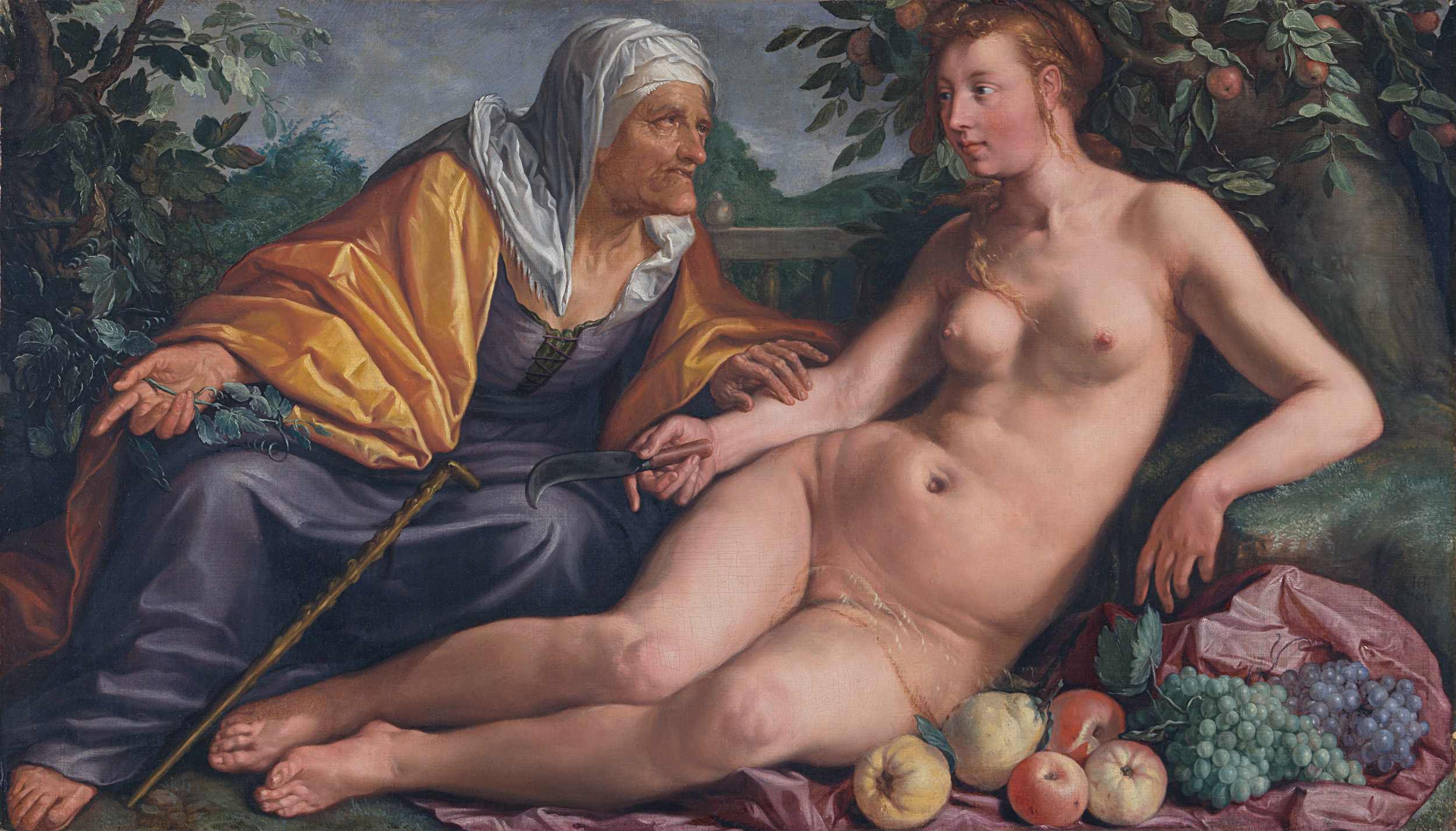
Afbeelding van "Pomona en Vertumnus", van Hendrik Goltzius

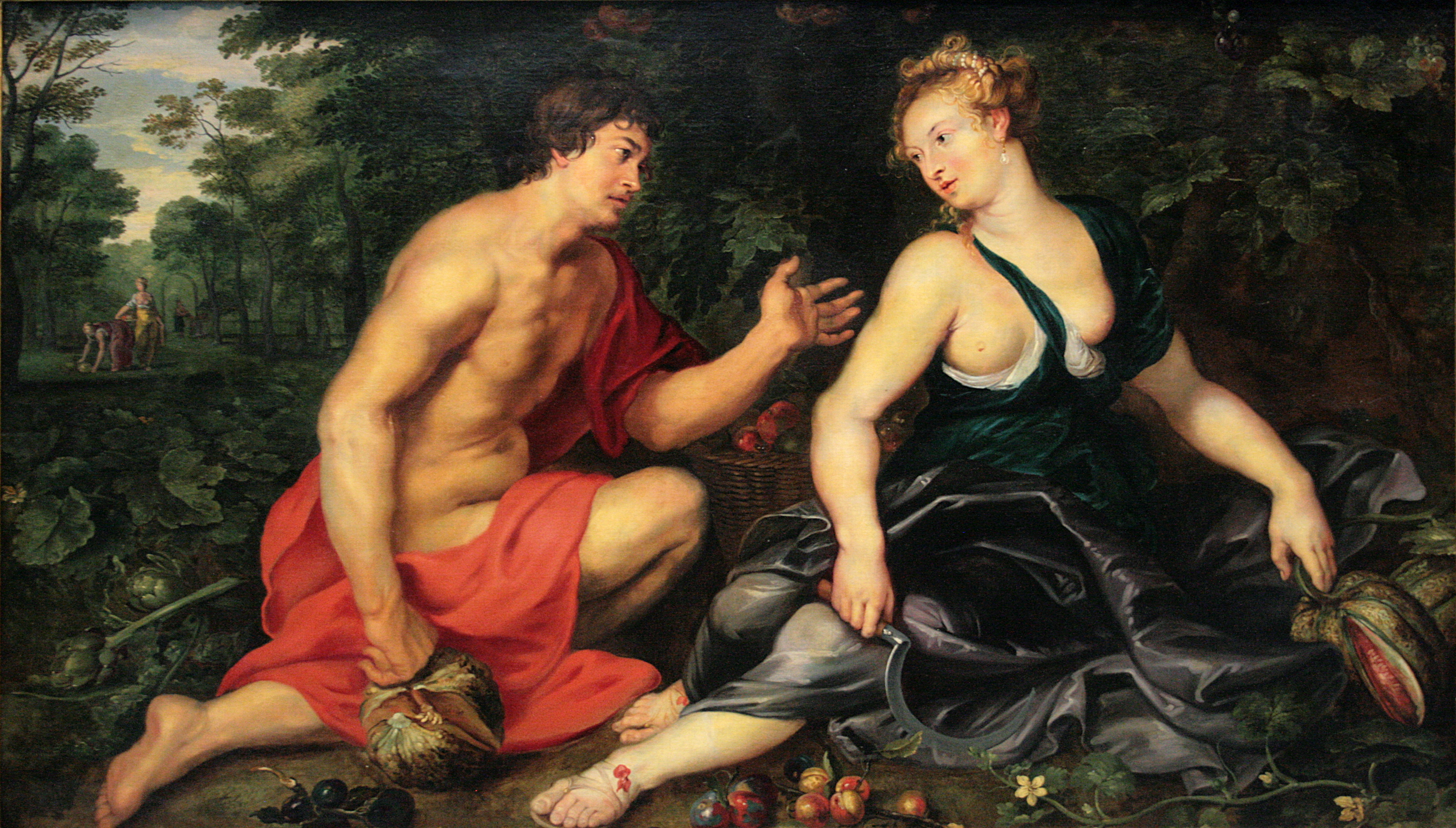
Vertumnus en Pomona door Peter Paul Rubens, 1617-1619, privécollectie in Madrid

Vertumnus was een god van de herfst, die vooral de boomgaarden bewaakte en een rijke overvloed van vruchten schonk. Hoewel zijn Latijnse naam hem aanduidt als een echte Romeinse god, verhaalde de mythe dat hij uit Etrurië naar Rome was overgekomen en daar op een van de drukste gedeelten van de stad een woonplaats had uitgekozen.
Hij werd meestal voorgesteld als een krachtig man met een krans van dennentakken op het hoofd. In zijn rechterhand houdt hij een krom tuinmes, in de linker een herdersstaf, terwijl hij in een dierenvel, dat om zijn schouders hangt, alle goede gaven die hij uitdeelt met zich meedraagt. Ook bezat hij de gave om de meest verschillende gedaanten aan te nemen, en wist een meisje of een knaap, een krijgsman of een jager, een visser of een herder, een dienaar van Bacchus of een door Apollo met geestdrift bezielden zanger op de meest natuurlijke wijze voor te stellen. Men beweerde zelfs, dat hij naar die gave zijn naam droeg en legde die dan uit als "de veranderlijke", maar waarschijnlijker is het, dat die naam hem aanduidt als de god van "het veranderende, het kerende jaar".

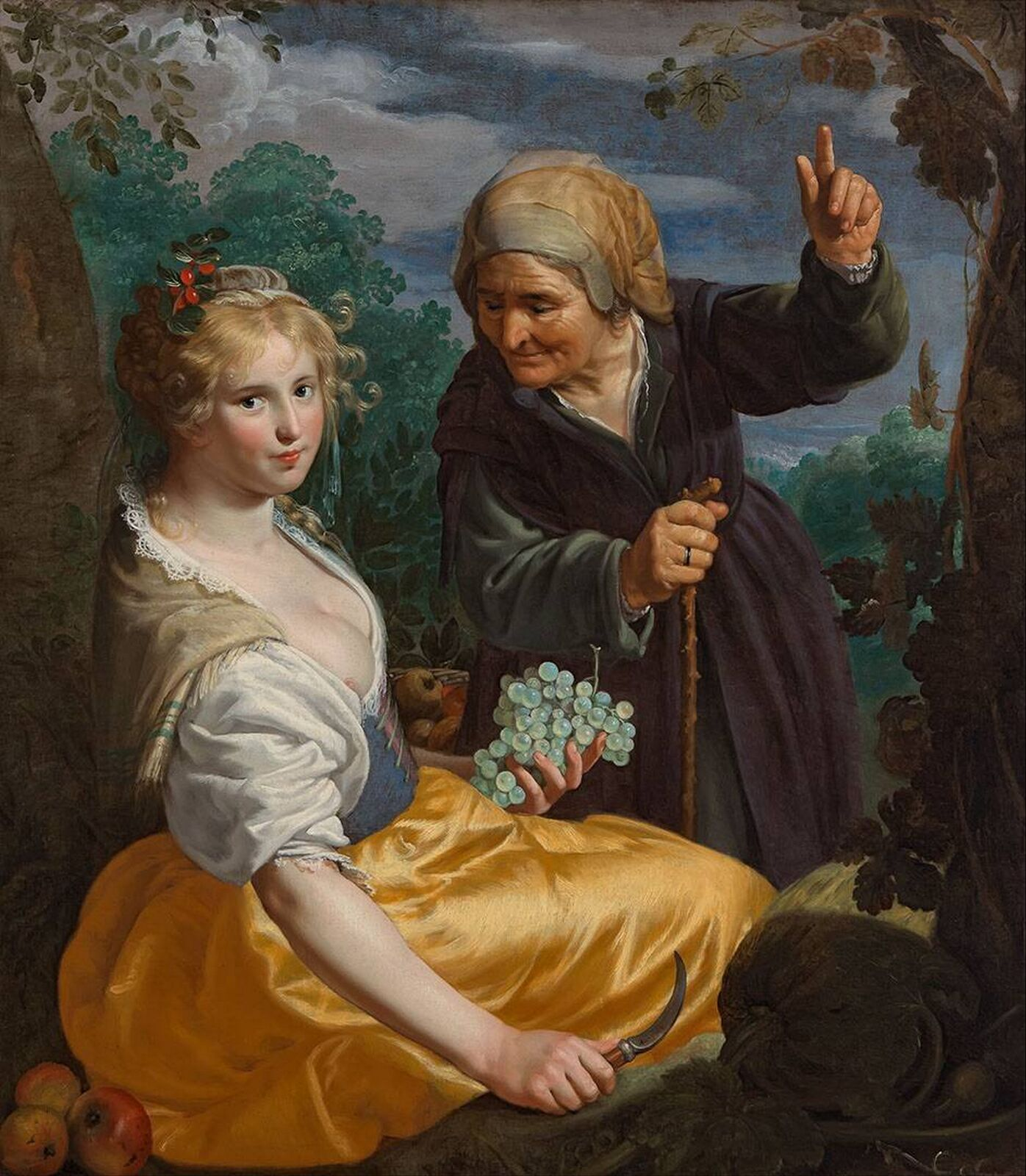
Vertumnus en Pomona, Paulus Moreelse, 1630

Men wist te verhalen van zijn liefde voor Pomona, die ook een godin was van de tuinen en altijd bezig was met enten, snoeien en gieten, kortom met alles, wat het verzorgen van de tuinen betreft. Zij was met zoveel ijver daarvoor bezield, dat zij niets wilde weten van de liefde, waarmee de Faunen en Saters en ook Silvanus haar vervolgden, zij verborg zich voor hen in haar goedgesloten tuin. Ook Vertumnus kwam en dong naar de hand van Pomona, tevergeefs. Steeds nam hij nieuwe gestalten aan, om haar toch te kunnen zien en zo mogelijk haar liefde te winnen, maar zijn pogingen bleven ijdel. Eindelijk nam hij de gedaante aan van een hoogbejaarde oude vrouw, en leunende op een stokje strompelde hij de tuin binnen, bezag daar alles, bewonderde veel en kuste de godin. Daar stond nu een olmboom, waarom wijnranken vol heerlijke druiventrossen zich slingerden. Het oudje wees op die boom als op het zinnebeeld van de echt, wanneer man en vrouw elkaar weerkerig steunen en helpen. Zij sprak daarop veel van de eerlijke, trouwe liefde van Vertumnus en ried Pomona aan zijn aanzoek niet af te slaan. Zij verhaalde daarbij van een nimf, die door Venus wegens haar hardvochtigheid en preutsheid in een steen was veranderd en drong er nogmaals ten sterkste op aan, dat de godin eindelijk de wensen en gebeden van Vertumnus verhoren zou. Dit gezegd hebbende ontdeed de god zich plotseling van zijn aangenomen gedaante, liet al wat er ouds en vrouwelijks aan hem was varen en vertoonde zich in zijn jeugdige kracht en schoonheid. Zo Pomona hem nu geen gehoor gaf, had hij besloten geweld te gebruiken, maar geweld was niet meer nodig. Ook de godin voelde de zoete smart van de liefde en staarde met verrukking op de schone gestalte van de god. Voortaan waren Vertumnus en Pomona, ook in den eredienst, onafscheidelijk verbonden.
Behalve het heiligdom, dat de god zich in een van de drukste gedeelten van de stad, de vicus Tuscus, gekozen had, stond een tweede aan de voet van de Aventijnse berg, waar hem op 13 augustus, om het begin van de oogsttijd te vieren, een offer werd gebracht.de Romeinse god van de seizoenen. Hij was hevig verliefd op de schone Pomona, en hij ging naar haar toe in de gedaante van een oude vrouw. Daar zong hij zo mooi voor haar dat zij bezweek voor zijn charmes en ze leefden voortaan samen.

Vertumnus, Giuseppe Arcimboldo 1591.

Op afbeeldingen werd hij uitgebeeld als een mens bestaande uit allerlei vruchten en groenten.